# Gerhard VI. (Holstein-Rendsburg)

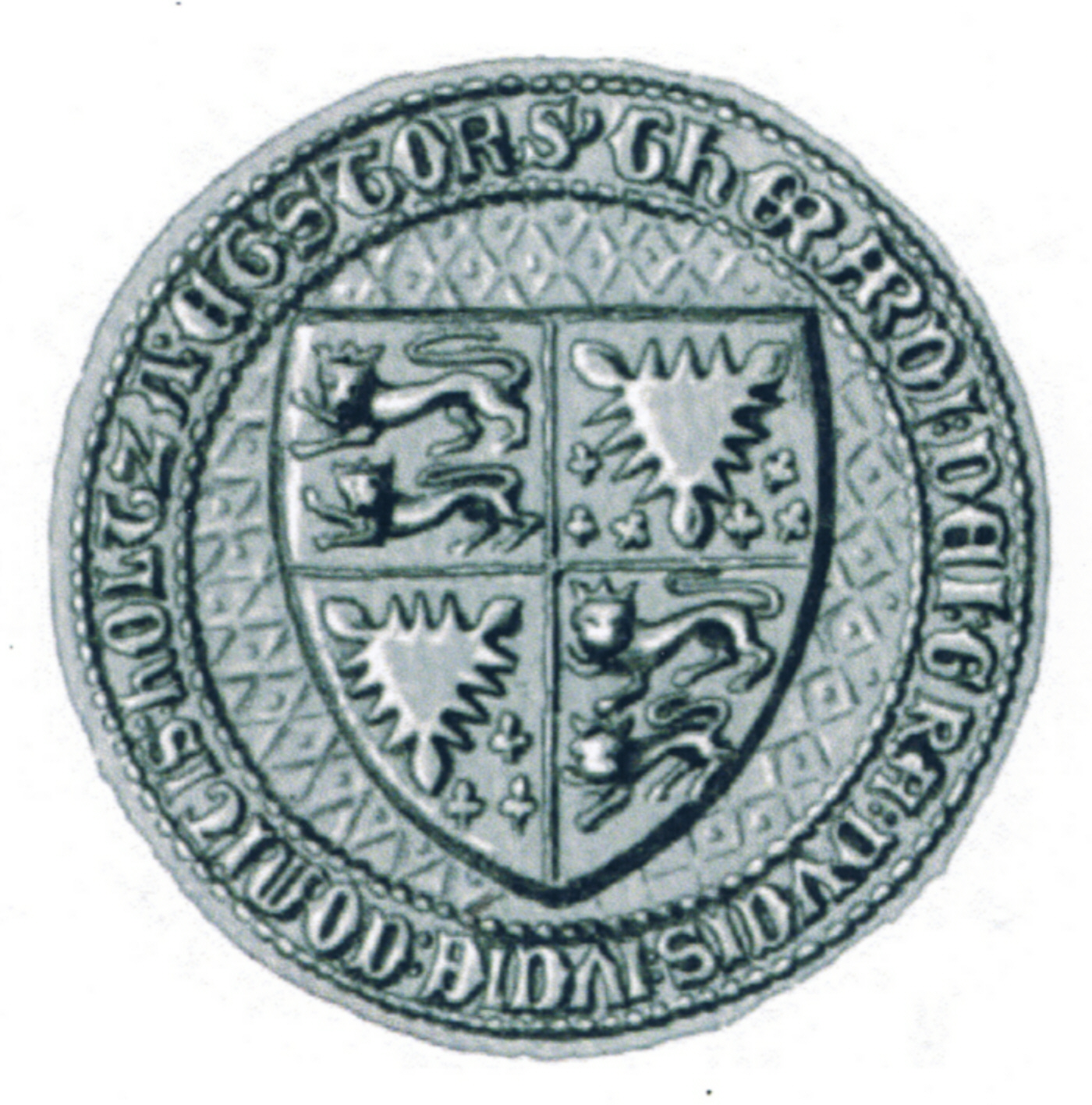
Siegel des Gerhard VI. von 1395

Gerhard VI. (* um 1367; † 4. August 1404) war 1384–1404 Graf von Holstein-Rendsburg und 1386–1404 Herzog von Schleswig.

## Leben

### Herrschaft
Gerhard VI., Sohn des Grafen Heinrich II. aus der Rendsburger Linie des Hauses Schauenburg und der Ingeburg von Mecklenburg, war nach dem Tod seines Vaters um 1384 Graf von Holstein-Rendsburg. Er teilte sich die Herrschaft über Holstein-Rendsburg mit seinem Onkel Nikolaus und seinem jüngeren Bruder Albrecht II., während der dritte Bruder Heinrich zunächst die geistliche Laufbahn einschlug.
Am 15. September 1386 wurde er von König Olaf III. von Dänemark mit dem Herzogtum Schleswig erblich belehnt, das sein Vater bereits als Pfandherrschaft besessen hatte. Sein Onkel Nikolaus verzichtete auf die Nachfolge, da er keine Söhne hatte. Als der Onkel, der bisher als ältester der Grafen die Herrschaft in Holstein koordiniert hatte, 1397 starb, teilte Gerhard Holstein und Stormarn mit seinen jüngeren Brüdern. An der Regierung in Schleswig beteiligte er die Brüder nicht, da dieses nicht mit dem dänischen Recht zu vereinbaren war.
Seine Machtposition konnte Gerhard auf Holstein ausdehnen: Nach dem Aussterben der Plöner Linie der Schauenburger im Jahr 1390 und der Kieler Linie gelang es ihm im Jahr 1403, deren Gebiete in Holstein mit Ausnahme von Holstein-Pinneberg zu übernehmen. Damit waren das Herzogtum Schleswig und die deutsche Grafschaft Holstein in Personalunion des Gerhard VI. weitgehend unter einer Herrschaft.

### Tod und Nachfolge
Nachdem sein Bruder Albrecht bereits 1403 während des Krieges gegen Dithmarschen tödlich verunglückt war, fiel Gerhard VI. in der Schlacht an der Hamme am 4. August 1404 beim Versuch, die Dithmarscher zu unterwerfen. Die dortigen Bauern unterstanden formal dem Erzbistum Bremen, besaßen aber weitreichende Autonomie, die ihnen Gerhard gewaltsam nehmen wollte. Er fiel mit einem starken Ritterheer in ihr Gebiet ein, wurde jedoch in der sumpfigen Landschaft in einen Hinterhalt gelockt und zusammen mit den meisten seiner Männer getötet.
Sein überlebender Bruder Heinrich III., der nach Gerhards Tod die Regierung übernahm, und seine minderjährigen Söhne gerieten danach mit dem dänischen König Erik VII. und dessen Großtante Margarethe I. in einen gewaltsamen Konflikt um das Herzogtum Schleswig, den auch König Sigismunds Schiedsspruch vom 28. Juni 1424 letztlich nicht beenden konnte: Der spätere Kaiser hatte zwar entschieden, dass Schleswig, das im Gegensatz zu Holstein kein Teil des Heiligen Römischen Reichs Deutscher Nation war, doch kein Erblehen sei, die Eingliederung ins dänische Königreich scheiterte aber nicht zuletzt am Eingreifen der Hanse auf Seiten der Schauenburger. 1435 wurde schließlich der Frieden von Vordingborg geschlossen, der den Schauenburgern wieder fast ganz Schleswig zusprach, und 1440 erhielt Gerhards Sohn Adolf VIII. das Herzogtum erneut als erbliches, „freies und unbelastetes“ Lehen: Schleswig blieb also formal an die dänische Krone gebunden, konnte aber von den Herzögen nach Belieben verwaltet und vererbt werden.

## Ehe und Nachkommen
1391 heirateten Gerhard und Elisabeth von Braunschweig, Tochter von Magnus II. von Braunschweig-Lüneburg. Der Ehe entstammten folgende Kinder:
- Heinrich IV. (* 1397; † 1427), Herzog von Schleswig und Graf von Holstein
- Ingeborg (* 1398; † 1465), Äbtissin von Vadstena
- Heilwig (* ca. 1400; † ca. 1436), verheiratet mit Dietrich von Oldenburg, Mutter von Christian I., König von Dänemark.
- Adolf VIII. (* 1401; † 1459), Herzog von Schleswig und Graf von Holstein
- Gerhard VII. (* 1404; † 1433), Herzog von Schleswig und Graf von Holstein, ⚭ 1432 Agnes von Baden, Tochter von Bernhard I.

## Siegel
Graf Gerhard VI. von Holstein-Rendsburg vereinte 1395 auf seinem Siegel erstmals die zwei Schleswiger Löwen mit dem holsteinischen Nesselblatt (gezackter Schild), wie es im heutigen Wappen Schleswig-Holsteins zu finden ist.
Um die vereinigten Wappen von Schleswig und Holstein herum sind die folgenden Worte angeordnet: „S(IGILLUM)*GHERARDI*DEI*GRA(TIA)*DUCIS*IUCIE*COMITIS*HOLTZA(TIE)*ET*STOR(MARIE)“.
Diese Umschrift hat folgende Bedeutung: „Siegel Gerhards von Gottes Gnaden Herzog von Jütland Graf von Holstein und Stormarn“.